# Линдисфарн
Линдисфарн (на английски: Lindisfarne) е приливен остров на североизточното крайбрежие на Англия, известен също като Свят остров (Holy Island), името на градската енория. Населението му е 162 души (2001 г.). Висок път свързва острова с брега на графство Нортъмбърланд и два пъти дневно се наводнява от приливи. Името на острова произлиза от Farne, „Място за уединение“, и Lindis, малка приливна река близо до острова.

## История
Манастирът на Линдисфарн е основан от родения в Ирландия св. Ейдан, който бил изпратен от Йона на западния бряг на Шотландия в Нортъмбрия по искане на крал Осуалд Нортъмбрийски ок. 635 г. Монаси от общността в Йона се заселват на острова. Той става основа за християнско евангелизиране на Северна Англия и също изпраща успешна мисия в Мърсия. Светецът-покровител на Нортъмбърланд св. Кътбърт е монах, а по-късно и абат на манастира и неговия живот и чудеса са записани от Беда Достопочтени. Кътбърт по-късно става епископ на Линдисфарн.
В началото на 8 век е направен известният илюстрован ръкопис известен като Линдисфарнски евангелия, издания на латински на евангелията на Матей, Марко, Лука и Йоан, а художникът вероятно е Еадфрит, който по-късно става епископ на Линдисфарн. През втората половина на 10 век монах на има Алдред добавя староанглийски глосар (речник) към латинския текст, създавайки най-ранните оцелели екземпляри на староанглийски евангелия. Евангелията са илюстрирани в островен стил, съдържащ сливане на келтски, германски и римски елементи; вероятно първоначално са били поставяни във фина метална кутия, направена от отшелник на име Билфрит.
През 793 г. викингски набег на Линдисфарн предизвиква голямо смущение в целия християнски Запад и днес се приема като начало на Епохата на викингите. Англосаксонската хроника е записала:
В тази година яростни предзнаменования дойдоха на земята на Нортъмбрия. Имаше извънмерни вихри, гръмотевични бури и огнени дракони бяха видени да летят в небето. Тези знаци бяха последвани от голям глад и на 8 януари опустошението на мъже езичници унищожи Божията църква в Линдисфарн.
По-популярно възприета е датата 8 юни за викингския набег, датата, дадена от Линдисфарнските анали. Алкуин, английски монах от периода отбелязва:
Никога преди такъв ужас не се е появявал в Британия, какъвто сега понесохме от езическа раса... Езичниците изляха кръвта на светци около олтара и потъпкаха телата на светци в Божия храм като животински тор на улицата.
Накрая монасите бягат от острова, отнасяйки тялото на св, Кътбърт, който сега е погребан в Дърамската катедрала. Епископията е пренесена в Дърам през 1000 г. Линдисфарнските евангелия сега се намират в Британската библиотека в Лондон, за раздразнение на някои нортъмбрийци. Манастирът е основан повторно в нормански времена от бенедиктинци и продължава съществуването си до разпускането му през 1536 г. от Хенри VIII.

## Настояще
Островът е в района на брега на Нортъмбърланд от изключителна природна красота. Останките на манастир са под опеката на Английско наследство, което също поддържа музеен център за посетители наблизо. Съседната енорийска църква все още се използва.
В Линдисфарн има също малък Линдисфарнски замък, построен върху укрепление от Тюдорово време, който е премебелиран в стил „Изкуства и занаяти“ от Едуин Лъчънс за редактора на сп. Country Life Едуард Хъдсън. Лъчънс проектира също военния мемориал с келтски кръст, разположен на Хю. Гертруд Джекил, една от най-известните градинарки на съвремието, създава малка градина северно от замъка през 1911 г. Замъкът, градината и недалечните варници са под опеката на Националния тръст и са отворени за посетители. Линдисфарн е имал голяма варогасяща индустрия и варниците са сред най-напредналите в Нортъмбърланд. На острова е била добивана вар и останките от пътя между кариерите и варниците предлагат приятна разходка. През 19 век, по време на Индустриалната революция, работата в кариерите процъфтява и в тях работят над 100 мъже. От камъка, добиван от кариерите, са правени и огърлици и броеници, известни като мъниста на св. Кътбърт.
Неотдавна Линдисфарн става център за възстановяването на Келтското християнство в Северна Англия. Бившият свещеник от тамошната църква Дейвид Адам е известен автор на келтски християнски книги и молитви. Вследствие на това Линдисфарн се е превърнал в популярен център за уединение, както и за ваканции.
Линдисфарн е известен със своята медовина. В Средновековието се е считало, че ако душата е под Божията закрила, то тялото трябва да се усили с линдисфарнска медовина. Монасите отдавана са изчезнали, а рецептата на медовината остава тайна на семейството, което я произвежда. Линдисфарнска медовина се произвежда в избата на св. Ейдан и се продава в Обединеното кралство и другаде.
Светият остров е включен в телевизионната програма Седем природни чудеса като едно от чудесата на Севера. Линдисфарнските евангелия също са се появявали по телевизията като едно от най-големите Съкровища на Британия.
Линдисфарн в продължение на много години е рибарска общност, като земеделието и добиването на вар също са имали значение.

## Резерват
Големи части от острова и цялата съседна междуприливна област, са защитени като Линдисфарнски национален природен резерват, за да се помогне за опазването на зимуващите птичи популации от международно значение. Видове, за които резерватът е важен, са черна гъска, фиш, зимно бърне, шилоопашата патица, малък сокол, тъмногръд брегобегач, пъстроопашат крайбрежен бекас и много други. Разположението на източния бряг също го прави удобен за наблюдение на миграции на птици, включително беловежд дрозд и хвойнов дрозд, а също и по-редки сибирски птици като жълтовеждо коприварче. Редки видове като корпиварче на Рад, тъмно коприварче и червеноивична синьоопашатка са се появявали на Светия остров. Над 300 вида птици са били забелязани на острова и съседния резерват. Сиви тюлени често посещават скалистите заливи при прилив.

## Туризъм
Туризмът стабилно расте през целия 20 век и сега островът е популярно място за туристи – понякога твърде популярно, тъй като пространството и удобствата са ограничени. Чрез оставане на острова, когато приливът го отрязва посетителя може да преживее острова в много по-спокойно настроение, тъй като при прилив много посетители го напускат. Възможно е при благоприятно време е отлив да се върви през пясъците, следвайки старата пътека за пресичане, известна като Пътят на поклонника, който е отбелязан с колове и има убежища за невнимателния пешеходец и за тези, които са тръгнали да пресичат твърде късно. Популярен деликатес на острова са сандвичи от раци, които се продават на туристите в много магазини и кафенета.

### Безопасност
Посетителите, които вървят между брега и острова се призовават да се придържат към маркираната пътека, да проверяват времето на прилива и метеорологичното време внимателно и да търсят съвет от местните жители, когато се съмняват. Посетителите внимателно трябва да следят разписанията, които се поддържат и от двете страни на високия път и където пътят за Светия остров напуска Големият северен път A1 при Бийл. Високият път обикновено е отворен от около 3 часа след най-високата точка на прилива до около 2 часа преди следващия прилив, но не може да се замести следенето на разписанието за специфичния ден и периодът на затваряне може да се удължи при бурно време.